# M15ジェネラル・オフィサーズ
M15 ジェネラル・オフィサーズ（M15 General Officers）は、アメリカ合衆国のロックアイランド兵器廠（RIA）で設計された自動拳銃である。

## 概要
M1911拳銃の改良型の1つであり、その名称が示す通り将官（General officers）向け拳銃としてコルトM1903およびM1908を更新するべく1972年に制式採用された。現在では調達されていないが、軍歴の長い将官の中にはM9への更新後もM15を使用する者が多かった。
制式名称については諸説あり、Pistol, General Officers', Caliber .45, M15またはPistol, Cal. .45, Semi-automatic, M1911A1, General Officer'sなどと呼ばれる。
外見はコルト コマンダーと良く似ているが、内部構造には差異がある。コルト社では、後にM15と同様の内部構造を備えるコルト・オフィサーズ ACPを発表している。

## 歴史
1776年以来、将官を含むアメリカ軍の将校は個人購入した銃器を戦地に持ち込むことが多く、官給品を使う者は少数派だった。第二次世界大戦が始まる頃にも状況は変わらず、ジョージ・パットン将軍のように装飾入りの私物拳銃を携行する者が多かった。1943年、新たに定められた将官の服飾規定（code of dress）の一環として将官用拳銃の支給が行われることとなった。当初支給されたのは.38口径のコルトM1908で、.380ACP弾の枯渇後は.32口径のコルトM1903に切り替えられた。ただし、敢えてこれに逆らいM1911拳銃を使用する将官も少なくはなかった。M1908は1944年から1950年まで、M1903は1950年から1972年まで、将官用拳銃としての支給が行われた。陸海軍の一般部隊や戦略情報局（OSS）向けに調達されたM1908/M1903と将官向けに調達されたものに差異はなかった。どちらの拳銃も1945年に製造が終了しており、1969年頃には在庫の枯渇に備えた後継装備の模索が始まった。
1972年、M1911を原型とするM15が新たな将官用拳銃として採用された。最初に改修を受けたのは、イサカ・ガン・カンパニーが1943年に製造したM1911A1だった。1985年、M1911拳銃は9mm口径のベレッタM9によって更新され、M15もM9の将官向けモデルに置き換えられた。M15は1972年9月末から1982年までに合計1,004丁が調達された。なお、1982年から1986年、つまりM1911からM9への移行期間にあたる時期には、将官にも無改造のM1911が支給されており、410丁ほどがこの目的で調達された。
将官向けM9は1986年8月から1987年12月までに555丁が調達された。基本的には一般のM9の同等品だが、将官を示すGOの接頭辞のついた特別な物品番号が割り振られていた。ネームプレート付きのクルミ材グリップなどを取り付けることもあったものの、ほとんどは標準的なプラスチック製グリップのままだった。2017年、M9がM17/M18拳銃で更新された。将官用拳銃にはグリップなどにカスタムを施したM18が用いられることとなり、M9と同様にGOの接頭詞がついた物品番号が割り振られている。

## 特徴
将官向けの拳銃として設計されたM15は、通常の将校用拳銃よりも高級な仕上げが施されている。スライドとフレームにはディープブルー処理が施されており、セーフティーやスライドロックなどの露出した金属部品はポリッシュドブルー染めで、スライド上部は艶消しの黒染め処理が施されている。グリップは、高級なウォールナット材で、所有者の名が刻まれた真鍮製のネームプレートがはめ込まれている。スライドには「General Officer's Model」という文字と、ロックアイランド兵器廠を意味する「RIA」の文字が刻印されている。
改修の際に元の刻印を削り落としているため、スライドとフレームはオリジナルのM1911と比べてわずかに薄い。フレームの全長は変わらないが、銃身とスライドは短縮されており、全長は0.75インチ短くなっている。照準器はM1911のものより大きく、リアサイト、フロントサイトともに高くなっている。
内部の部品はM1911のものがそのまま使われた。基本的な動作はおおむね従来のM1911と同様である。短銃身は、より大きな発砲炎を生じさせるが、初速は245m/sを維持した。
将官に支給されるM15には、黒革製のピストルベルト（ホルスター、ダブルマガジンポーチ付き）とクリーニングキット、シリアルナンバーが刻まれた弾倉3つが付属する。バックルなどベルトの金属部品は、陸軍向けのものが金色で、空軍向けのものが銀色である。
合衆国法典第10編第2,574条の定めるところに基づき、将官らは退役時にM15を返納するか、記念品として購入するかを選ぶことができる。ほとんどの者は購入し、個人所有することを選ぶという。